# Військовий коледж сержантського складу (ХНУПС)

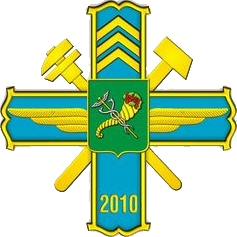
Нагрудний знак

Військо́вий ко́ледж сержа́нтського скла́ду Ха́рківського національного університе́ту Пові́тряних Сил імені Іва́на Кожеду́ба — навчальний заклад І — ІІ рівнів акредитації, створений на базі Харківського національного університету Повітряних Сил імені Івана Кожедуба у 2010 році.

## Історія
Військовий коледж сержантського складу Харківського національного університету Повітряних Сил сформований 30 липня 2010 року відповідно до постанови Кабінету Міністрів України від 13.05.2009 року № 467 та сумісного наказу Міністерства оборони України та Міністерства освіти і науки України від 21.09.2009 року № 476/877.
В результаті реформування Збройних Сил та вищої військової освіти України у 2010 році на базі Харківського національного університету Повітряних Сил імені І.Кожедуба було засновано Військовий коледж сержантського складу Харківського національного університету Повітряних Сил імені Івана Кожедуба. Цей навчальний заклад готує молодших командирів для Повітряних Сил.

## Загальна характеристика
Коледж здійснює підготовку військових фахівців з освітньо-кваліфікаційним рівнем «молодший спеціаліст» для проходження подальшої служби на посадах авіаційних фахівців з експлуатації повітряних суден, устаткування повітряних суден та експлуатації наземних засобів радіоелектронного забезпечення польотів.

### Напрями підготовки
Підготовка фахівців у Військовому коледжі здійснюється за 5 спеціальностями та 8 спеціалізаціями:
- Науки про Землю
  - Метеорологічні спостереження у військах
  - Експлуатація наземних засобів радіоелектронного та інформаційного забезпечення польотів авіації
- Телекомунікації та радіотехніка
  - Експлуатація радіоелектронного обладнання літаків, вертольотів і авіаційних ракет
  - Експлуатація систем і комплексів зенітного озброєння Сухопутних військ
- Авіоніка
  - Експлуатація авіаційного обладнання військових літаків та вертольотів
- Авіаційний транспорт
  - Технічне обслуговування військових літаків, вертольотів та авіадвигунів
  - Авіаційне озброєння
- Озброєння та військова техніка
  - Льотна експлуатація та бойове застосування вертольотів

Військовий коледж сержантського складу Харківського національного університету Повітряних Сил імені Івана Кожедуба здійснює підготовку військових фахівців з обслуговування авіаційної техніки, експлуатації авіаційного озброєння та обладнання. За досить короткий час історії військово-навчального закладу створено та забезпечено всім необхідним сім циклових комісій, створена відповідна матеріальна база, налагоджено виконання практичних занять на навчальному аеродромі, де курсанти отримають навички з ремонту та експлуатації військових літаків, озброєння і радіоелектронного обладнання.
Курсанти, які на момент вступу мають базову вищу освіту, протягом шести місяців успішно оволодівають середнім рівнем підготовки молодших командирів. Тобто, надалі вони зможуть займати посаду головного старшини батальйону. Серед випускників Військового коледжу — військовослужбовці Повітряних Сил та представники авіаційних з'єднань Військово — Морських Сил.
Крім занять, які формують майбутню професійну підготовку, курсанти беруть участь у різних конференціях, зокрема з культурології.
Термін навчання курсантів становить 2 роки 6 місяців.

### Циклові комісії коледжу
Теоретичну підготовку курсантів забезпечують 6 циклових комісій.
- Циклова комісія із загальноосвітніх та загальновійськових дисциплін
- Циклова комісії з конструкції та експлуатації літаків та двигунів
- Циклова комісія з конструкції та експлуатації авіаційного озброєння
- Циклова комісія з конструкції та експлуатації авіаційного обладнання
- Циклова комісія з конструкції та експлуатації радіоелектронного обладнання
- Циклова комісія з конструкції та експлуатації наземних засобів радіоелектронного забезпечення польотів

Практична підготовка курсантів здійснюється в спеціалізованих аудиторіях, у навчально-виробничих майстернях, на навчальному аеродромі, а також при проходженні практик у військових частинах та авіаремонтних підприємствах.
Педагогічні працівники коледжу мають великий практичний досвід з експлуатації авіаційної техніки, значний досвід служби у військах на посадах авіаційних фахівців та достатній досвід педагогічної діяльності на викладацьких посадах в університеті.
Курсанти коледжу беруть активну участь у олімпіадах, конкурсах, у громадському та спортивному житті університету.
Постійно покращуються умови проживання та життєдіяльності курсантів коледжу.
По закінченню Військового коледжу сержантського складу випускники отримують диплом «молодшого спеціаліста» за напрямом підготовки. Їм присвоюється сержантське звання та надається можливість продовжити військову службу за контрактом.
Можливість вступу на 2 — 3 курс ХНУПС за результатами фахового вступного випробування.
Випускники коледжу призначаються на посади, які пов'язані з експлуатацією повітряних суден та устаткування повітряних суден і у порівняні з іншими фахівцями, мають пільги:
- підвищене грошове забезпечення;
- безкоштовне харчування за технічною нормою;
- додаткове забезпечення технічною формою одягу;

## Начальники
- полковник Сюлєв Костянтин Володимирович
- полковник Парфило Василь Васильович